# Stewardship

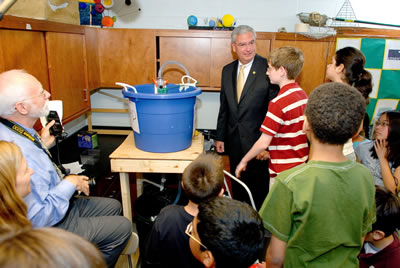
O ex-administrador da Agência de Proteção Ambiental dos EUA, Stephen Johnson, ensinando stewardship ambiental para estudantes da Roberto Clemente Middle School.

Stewardship é uma prática comprometida com valor ético que incorpora o planejamento e administração responsável de recursos. Seus conceitos podem ser aplicados ao meio ambiente e à natureza, bem como economia, saúde, lugares, propriedade, informação, teologia e recursos culturais.

## Etimologia
O termo stewardship é composto pela palavra inglesa steward (mordomo) e o sufixo ship; em livre tradução, pode significar "mordomia" ou "gestão responsável". No início, stewardship referia-se aos deveres do empregado doméstico para trazer comida e bebida para o refeitório do castelo. As responsabilidades de administração foram eventualmente expandidas para incluir as necessidades domésticas, de serviço e de gerenciamento de toda a família.